# Mistrovství světa juniorů v orientačním běhu 2007
18. Mistrovství světa juniorů v orientačním běhu proběhlo v Austrálii ve dnech 8. až 13. července 2007. Centrum závodů JMS bylo ve městě Dubbo ležícím v regionu Orana v Novém Jižním Walesu.

## Závod ve sprintu

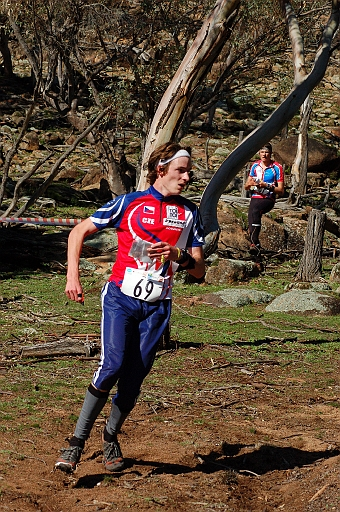

### Výsledky sprintu
| Muži                                                                               | Muži                                                                               | Muži                                                                               | Muži                                                                               | Muži                                                                               | Ženy                                                                               | Ženy                                                                               | Ženy                                                                               | Ženy                                                                               | Ženy                                                                               |
| ---------------------------------------------------------------------------------- | ---------------------------------------------------------------------------------- | ---------------------------------------------------------------------------------- | ---------------------------------------------------------------------------------- | ---------------------------------------------------------------------------------- | ---------------------------------------------------------------------------------- | ---------------------------------------------------------------------------------- | ---------------------------------------------------------------------------------- | ---------------------------------------------------------------------------------- | ---------------------------------------------------------------------------------- |
| - Traťové parametry: 3,3 km, 18 kontrol, ? m převýšení. - Mapa: ? 1:10 000 E= 2,5m | - Traťové parametry: 3,3 km, 18 kontrol, ? m převýšení. - Mapa: ? 1:10 000 E= 2,5m | - Traťové parametry: 3,3 km, 18 kontrol, ? m převýšení. - Mapa: ? 1:10 000 E= 2,5m | - Traťové parametry: 3,3 km, 18 kontrol, ? m převýšení. - Mapa: ? 1:10 000 E= 2,5m | - Traťové parametry: 3,3 km, 18 kontrol, ? m převýšení. - Mapa: ? 1:10 000 E= 2,5m | - Traťové parametry: 2,7 km, 17 kontrol, ? m převýšení. - Mapa: ? 1:10 000 E= 2,5m | - Traťové parametry: 2,7 km, 17 kontrol, ? m převýšení. - Mapa: ? 1:10 000 E= 2,5m | - Traťové parametry: 2,7 km, 17 kontrol, ? m převýšení. - Mapa: ? 1:10 000 E= 2,5m | - Traťové parametry: 2,7 km, 17 kontrol, ? m převýšení. - Mapa: ? 1:10 000 E= 2,5m | - Traťové parametry: 2,7 km, 17 kontrol, ? m převýšení. - Mapa: ? 1:10 000 E= 2,5m |
| Umístění                                                                           | Země                                                                               | Jméno                                                                              | Čas                                                                                | Ztráta                                                                             | Umístění                                                                           | Země                                                                               | Jméno                                                                              | Čas                                                                                | Ztráta                                                                             |
|                                                                                    | Česko                                                                              | Vojtěch Král                                                                       | 0:13:59                                                                            |                                                                                    |                                                                                    | Švédsko                                                                            | Eva Svenssonová                                                                    | 0:13:19                                                                            |                                                                                    |
|                                                                                    | Norsko                                                                             | Olav Lundanes                                                                      | 0:14:05                                                                            | + 0:00:06                                                                          |                                                                                    | Česko                                                                              | Šárka Svobodná                                                                     | 0:13:20                                                                            | + 0:00:01                                                                          |
|                                                                                    | Bulharsko                                                                          | Ivan Sirakov                                                                       | 0:14:23                                                                            | + 0:00:24                                                                          |                                                                                    | Dánsko                                                                             | Maja Almová                                                                        | 0:13:23                                                                            | + 0:00:04                                                                          |
| 4                                                                                  | Švýcarsko                                                                          | Martin Hubmann                                                                     | 0:14:27                                                                            | + 0:00:28                                                                          | 4                                                                                  | Norsko                                                                             | Siri Ulvestadová                                                                   | 0:13:35                                                                            | + 0:00:16                                                                          |
| 5                                                                                  | Dánsko                                                                             | Christian Bobach                                                                   | 0:14:28                                                                            | + 0:00:29                                                                          | 5                                                                                  | Švédsko                                                                            | Jenny Lönnkvistová                                                                 | 0:13:37                                                                            | + 0:00:18                                                                          |
| 5                                                                                  | Maďarsko                                                                           | Zsolt Lenkei                                                                       | 0:14:28                                                                            | + 0:00:29                                                                          | 6                                                                                  | Rusko                                                                              | Anastasia Trubkinová                                                               | 0:13:56                                                                            | + 0:00:37                                                                          |

## Závod na krátké trati (Middle)

### Výsledky závodu na krátké trati (Middle)
| Muži                                                                               | Muži                                                                               | Muži                                                                               | Muži                                                                               | Muži                                                                               | Ženy                                                                               | Ženy                                                                               | Ženy                                                                               | Ženy                                                                               | Ženy                                                                               |
| ---------------------------------------------------------------------------------- | ---------------------------------------------------------------------------------- | ---------------------------------------------------------------------------------- | ---------------------------------------------------------------------------------- | ---------------------------------------------------------------------------------- | ---------------------------------------------------------------------------------- | ---------------------------------------------------------------------------------- | ---------------------------------------------------------------------------------- | ---------------------------------------------------------------------------------- | ---------------------------------------------------------------------------------- |
| - Traťové parametry: 4,5 km, 22 kontrol, ? m převýšení. - Mapa: ? 1:10 000 E= 2,5m | - Traťové parametry: 4,5 km, 22 kontrol, ? m převýšení. - Mapa: ? 1:10 000 E= 2,5m | - Traťové parametry: 4,5 km, 22 kontrol, ? m převýšení. - Mapa: ? 1:10 000 E= 2,5m | - Traťové parametry: 4,5 km, 22 kontrol, ? m převýšení. - Mapa: ? 1:10 000 E= 2,5m | - Traťové parametry: 4,5 km, 22 kontrol, ? m převýšení. - Mapa: ? 1:10 000 E= 2,5m | - Traťové parametry: 3,6 km, 21 kontrol, ? m převýšení. - Mapa: ? 1:10 000 E= 2,5m | - Traťové parametry: 3,6 km, 21 kontrol, ? m převýšení. - Mapa: ? 1:10 000 E= 2,5m | - Traťové parametry: 3,6 km, 21 kontrol, ? m převýšení. - Mapa: ? 1:10 000 E= 2,5m | - Traťové parametry: 3,6 km, 21 kontrol, ? m převýšení. - Mapa: ? 1:10 000 E= 2,5m | - Traťové parametry: 3,6 km, 21 kontrol, ? m převýšení. - Mapa: ? 1:10 000 E= 2,5m |
| Umístění                                                                           | Země                                                                               | Jméno                                                                              | Čas                                                                                | Ztráta                                                                             | Umístění                                                                           | Země                                                                               | Jméno                                                                              | Čas                                                                                | Ztráta                                                                             |
|                                                                                    | Norsko                                                                             | Olav Lundanes                                                                      | 0:23:15                                                                            |                                                                                    |                                                                                    | Švédsko                                                                            | Jenny Lönnkvistová                                                                 | 0:22:07                                                                            |                                                                                    |
|                                                                                    | Švédsko                                                                            | Petter Eriksson                                                                    | 0:23:59                                                                            | + 0:00:44                                                                          |                                                                                    | Norsko                                                                             | Ida Marie Næss Bjørgulová                                                          | 0:23:41                                                                            | + 0:01:34                                                                          |
|                                                                                    | Švýcarsko                                                                          | Martin Hubmann                                                                     | 0:24:02                                                                            | + 0:00:47                                                                          |                                                                                    | Finsko                                                                             | Saila Kinniová                                                                     | 0:24:32                                                                            | + 0:02:25                                                                          |
| 4                                                                                  | Norsko                                                                             | Magne Dæhli                                                                        | 0:24:29                                                                            | + 0:01:14                                                                          |                                                                                    | Rusko                                                                              | Tatiana Mendelová                                                                  | 0:24:32                                                                            | + 0:02:25                                                                          |
| 5                                                                                  | Česko                                                                              | Adam Chromý                                                                        | 0:24:31                                                                            | + 0:01:16                                                                          | 5                                                                                  | Rusko                                                                              | Anastasia Trubkinová                                                               | 0:24:41                                                                            | + 0:02:34                                                                          |
| 6                                                                                  | Slovensko                                                                          | Michal Krajčík                                                                     | 0:24:53                                                                            | + 0:01:38                                                                          | 6                                                                                  | Česko                                                                              | Simona Karochová                                                                   | 0:24:44                                                                            | + 0:02:37                                                                          |

## Závod na klasické trati (Long)

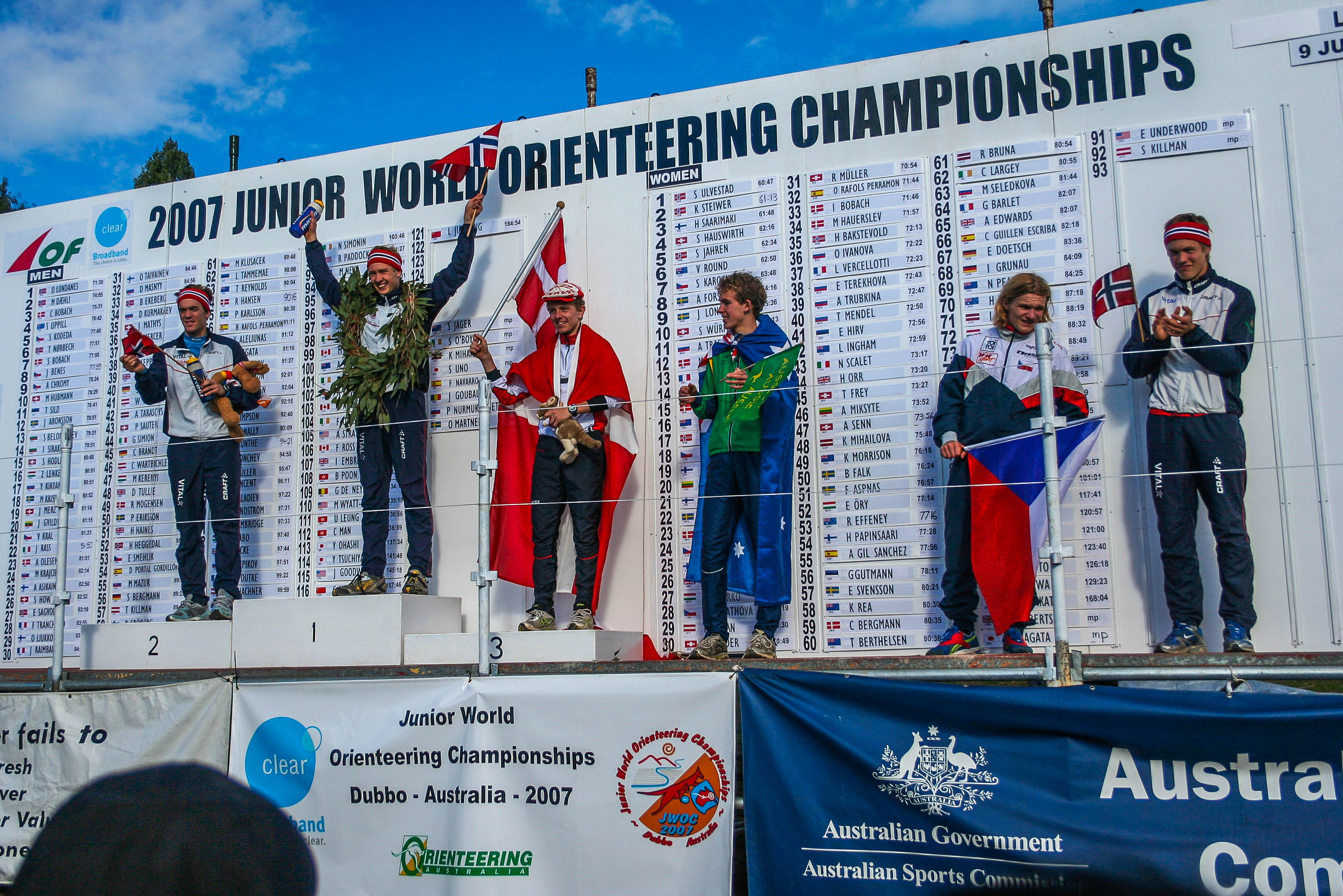
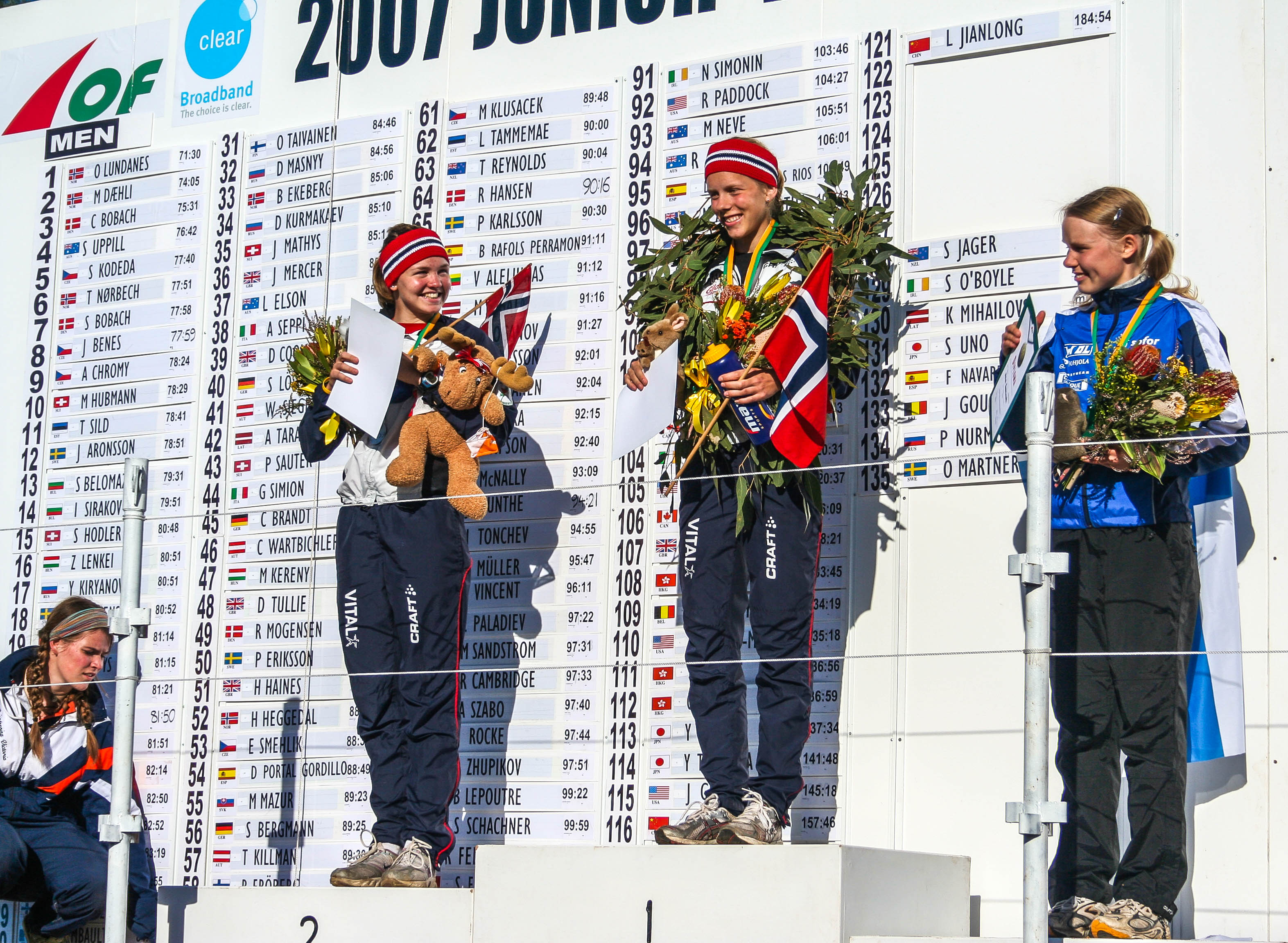

### Výsledky závodu na klasické trati (Long)
| Muži                                                                              | Muži                                                                              | Muži                                                                              | Muži                                                                              | Muži                                                                              | Ženy                                                                             | Ženy                                                                             | Ženy                                                                             | Ženy                                                                             | Ženy                                                                             |
| --------------------------------------------------------------------------------- | --------------------------------------------------------------------------------- | --------------------------------------------------------------------------------- | --------------------------------------------------------------------------------- | --------------------------------------------------------------------------------- | -------------------------------------------------------------------------------- | -------------------------------------------------------------------------------- | -------------------------------------------------------------------------------- | -------------------------------------------------------------------------------- | -------------------------------------------------------------------------------- |
| - Traťové parametry: 11,1 km, 27 kontrol, ? m převýšení. - Mapa: ? 1:15 000 E= 5m | - Traťové parametry: 11,1 km, 27 kontrol, ? m převýšení. - Mapa: ? 1:15 000 E= 5m | - Traťové parametry: 11,1 km, 27 kontrol, ? m převýšení. - Mapa: ? 1:15 000 E= 5m | - Traťové parametry: 11,1 km, 27 kontrol, ? m převýšení. - Mapa: ? 1:15 000 E= 5m | - Traťové parametry: 11,1 km, 27 kontrol, ? m převýšení. - Mapa: ? 1:15 000 E= 5m | - Traťové parametry: 7,2 km, 16 kontrol, ? m převýšení. - Mapa: ? 1:15 000 E= 5m | - Traťové parametry: 7,2 km, 16 kontrol, ? m převýšení. - Mapa: ? 1:15 000 E= 5m | - Traťové parametry: 7,2 km, 16 kontrol, ? m převýšení. - Mapa: ? 1:15 000 E= 5m | - Traťové parametry: 7,2 km, 16 kontrol, ? m převýšení. - Mapa: ? 1:15 000 E= 5m | - Traťové parametry: 7,2 km, 16 kontrol, ? m převýšení. - Mapa: ? 1:15 000 E= 5m |
| Umístění                                                                          | Země                                                                              | Jméno                                                                             | Čas                                                                               | Ztráta                                                                            | Umístění                                                                         | Země                                                                             | Jméno                                                                            | Čas                                                                              | Ztráta                                                                           |
|                                                                                   | Norsko                                                                            | Olav Lundanes                                                                     | 1:11:30                                                                           |                                                                                   |                                                                                  | Norsko                                                                           | Siri Ulvestadová                                                                 | 1:00:47                                                                          |                                                                                  |
|                                                                                   | Norsko                                                                            | Magne Dæhli                                                                       | 1:14:05                                                                           | + 0:02:35                                                                         |                                                                                  | Norsko                                                                           | Kine Hallan Steiwerová                                                           | 1:01:13                                                                          | + 0:00:26                                                                        |
|                                                                                   | Dánsko                                                                            | Christian Bobach                                                                  | 1:15:31                                                                           | + 0:04:01                                                                         |                                                                                  | Finsko                                                                           | Heini Saarimäkiová                                                               | 1:01:48                                                                          | + 0:01:01                                                                        |
| 4                                                                                 | Austrálie                                                                         | Simon Uppill                                                                      | 1:16:42                                                                           | + 0:05:12                                                                         | 4                                                                                | Švýcarsko                                                                        | Sabine Hauswirthová                                                              | 1:02:16                                                                          | + 0:01:29                                                                        |
| 5                                                                                 | Česko                                                                             | Štěpán Kodeda                                                                     | 1:17:40                                                                           | + 0:06:10                                                                         | 5                                                                                | Norsko                                                                           | Silje Ekroll Jahrenová                                                           | 1:02:34                                                                          | + 0:01:47                                                                        |
| 6                                                                                 | Norsko                                                                            | Torgeir Nørbech                                                                   | 1:17:51                                                                           | + 0:06:21                                                                         | 6                                                                                | Austrálie                                                                        | Vanessa Roundová                                                                 | 1:02:50                                                                          | + 0:02:03                                                                        |

## Štafetový závod

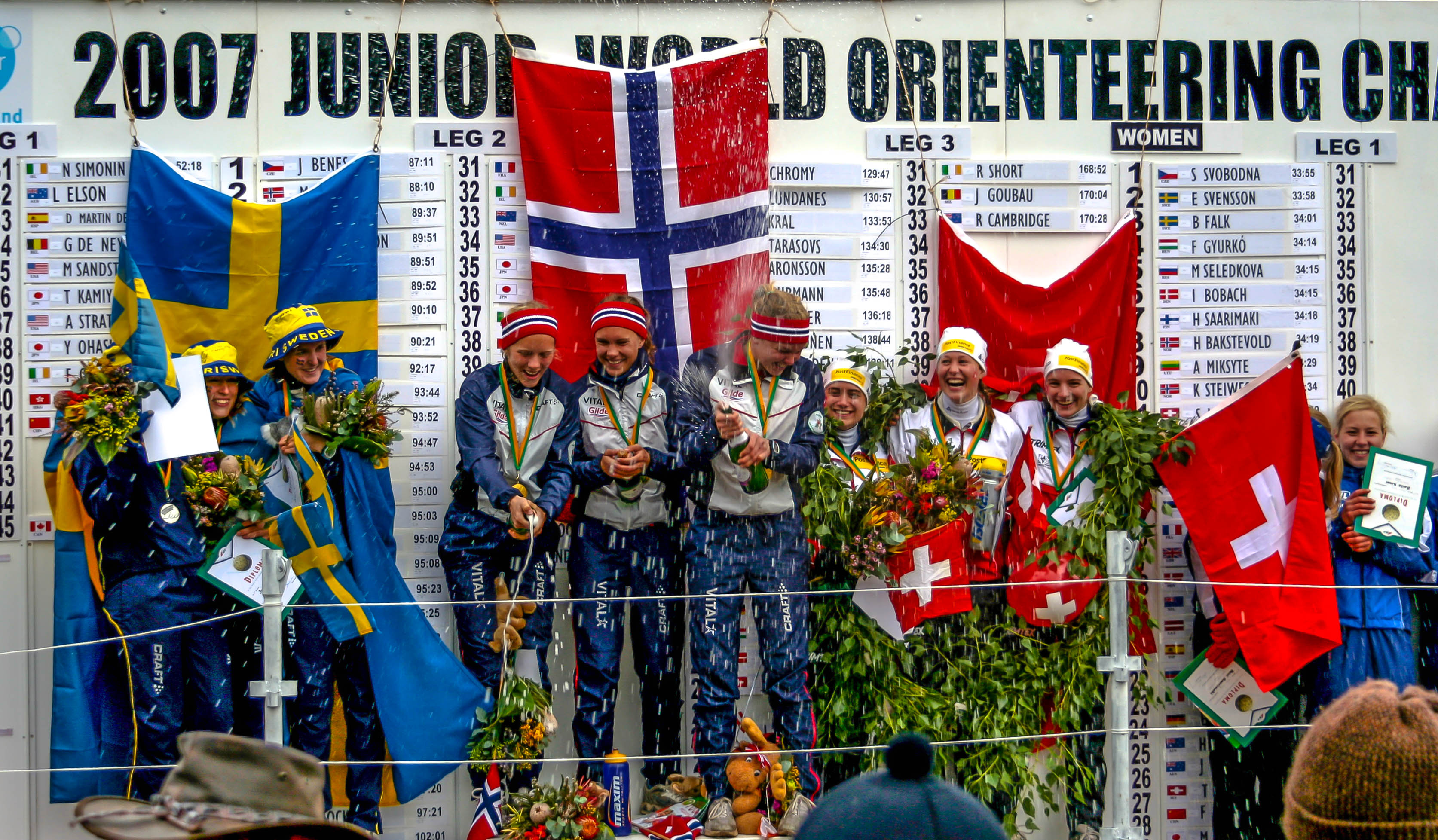
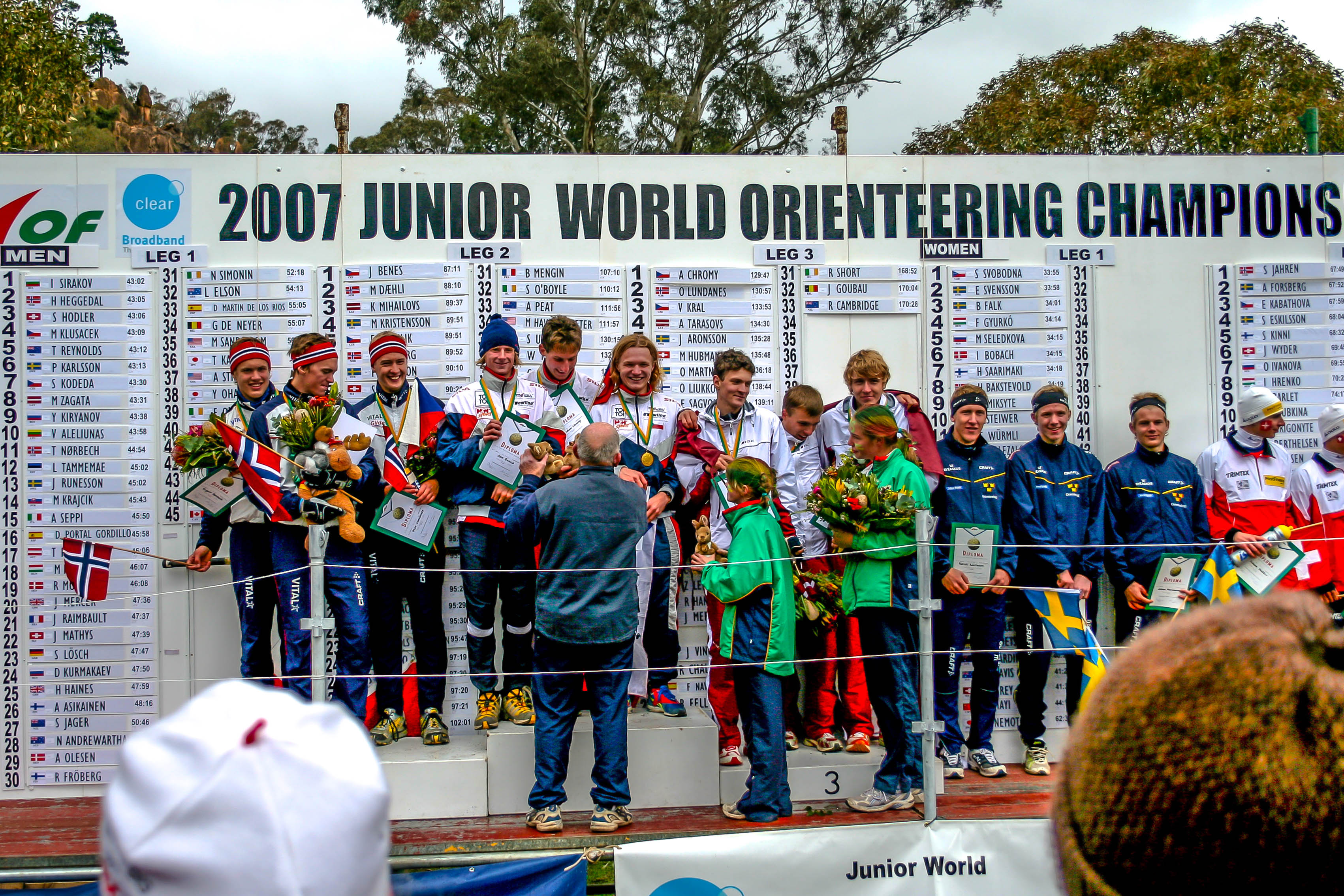
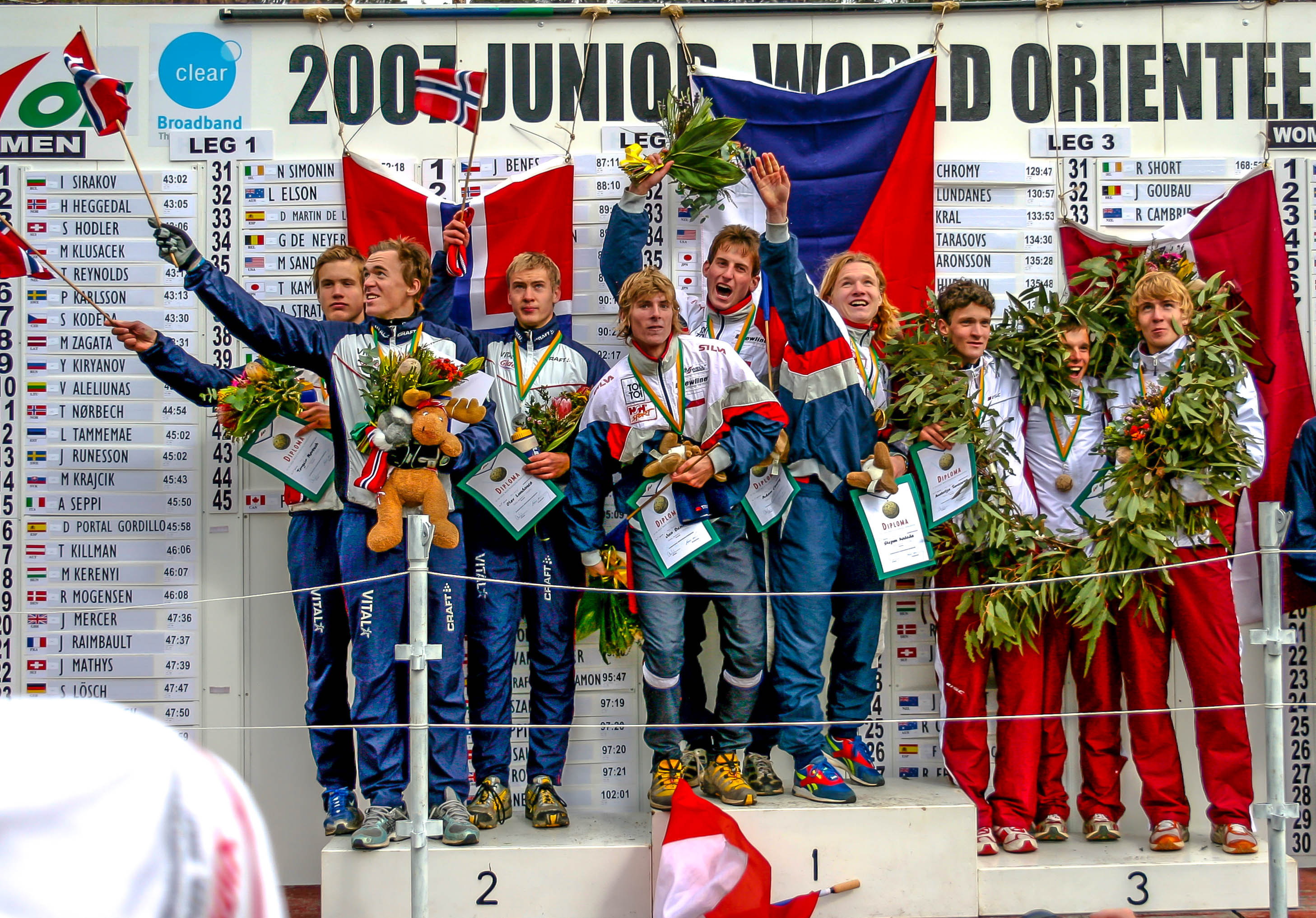

### Výsledky štafetového závodu
| Muži                                                                             | Muži                                                                             | Muži                                                                             | Muži                                                                             | Muži                                                                             | Ženy                                                                     | Ženy                                                                     | Ženy                                                                     | Ženy                                                                     | Ženy                                                                     |
| -------------------------------------------------------------------------------- | -------------------------------------------------------------------------------- | -------------------------------------------------------------------------------- | -------------------------------------------------------------------------------- | -------------------------------------------------------------------------------- | ------------------------------------------------------------------------ | ------------------------------------------------------------------------ | ------------------------------------------------------------------------ | ------------------------------------------------------------------------ | ------------------------------------------------------------------------ |
| - Traťové parametry : 7,0 km, 18 kontrol, ? m převýšení - Mapa: ? 1:15 000 E= 5m | - Traťové parametry : 7,0 km, 18 kontrol, ? m převýšení - Mapa: ? 1:15 000 E= 5m | - Traťové parametry : 7,0 km, 18 kontrol, ? m převýšení - Mapa: ? 1:15 000 E= 5m | - Traťové parametry : 7,0 km, 18 kontrol, ? m převýšení - Mapa: ? 1:15 000 E= 5m | - Traťové parametry : 7,0 km, 18 kontrol, ? m převýšení - Mapa: ? 1:15 000 E= 5m | - Parametry : 4,5 km, 14 kontrol, ? m převýšení - Mapa: ? 1:15 000 E= 5m | - Parametry : 4,5 km, 14 kontrol, ? m převýšení - Mapa: ? 1:15 000 E= 5m | - Parametry : 4,5 km, 14 kontrol, ? m převýšení - Mapa: ? 1:15 000 E= 5m | - Parametry : 4,5 km, 14 kontrol, ? m převýšení - Mapa: ? 1:15 000 E= 5m | - Parametry : 4,5 km, 14 kontrol, ? m převýšení - Mapa: ? 1:15 000 E= 5m |
| Umístění                                                                         | Země                                                                             | Jméno                                                                            | Čas                                                                              | Ztráta                                                                           | Umístění                                                                 | Země                                                                     | Jméno                                                                    | Čas                                                                      | Ztráta                                                                   |
|                                                                                  | Česko                                                                            | Štěpán Kodeda Jan Beneš Adam Chromý                                              | 2:09:45                                                                          |                                                                                  |                                                                          | Norsko                                                                   | Kine Hallan Steiwerová Silje Ekroll Jahrenová Siri Ulvestadová           | 1:41:48                                                                  |                                                                          |
|                                                                                  | Norsko                                                                           | Torgeir Nørbech Magne Dæhli Olav Lundanes                                        | 2:10:56                                                                          | + 0:01:11                                                                        |                                                                          | Švédsko                                                                  | Eva Svenssonová Sara Eskilssonová Jenny Lönnkvistová                     | 1:41:48                                                                  | + 0:00:01                                                                |
|                                                                                  | Lotyšsko                                                                         | Mikus Žagata Kalvis Mihailovs Anatolijs Tarasovs                                 | 2:14:29                                                                          | + 0:04:44                                                                        |                                                                          | Švýcarsko                                                                | Sara Würmliová Judith Wyderová Sabine Hauswirthová                       | 1:43:04                                                                  | + 0:01:16                                                                |
| 4                                                                                | Švédsko                                                                          | Patrik Karlsson Petter Eriksson Johan Aronsson                                   | 2:15:27                                                                          | + 0:05:42                                                                        | 4                                                                        | Finsko                                                                   | Heini Saarimäkiová Saila Kinniová Marjo Liikanenová                      | 1:43:47                                                                  | + 0:01:59                                                                |
| 5                                                                                | Švýcarsko                                                                        | Simon Hodler Severin Howald Martin Hubmann                                       | 2:15:47                                                                          | + 0:06:02                                                                        | 5                                                                        | Česko                                                                    | Šárka Svobodná Eva Kabáthová Simona Karochová                            | 1:44:04                                                                  | + 0:02:16                                                                |
| 6                                                                                | Finsko                                                                           | Aaro Asikainen Olli Markus Taivainen Oskari Liukkonen                            | 2:18:43                                                                          | + 0:08:58                                                                        | 6                                                                        | Rusko                                                                    | Maria Seledkovová Olga Ivanovová Jekatěrina Těrešovová                   | 1:46:02                                                                  | + 0:04:14                                                                |

## Česká juniorská reprezentace na JMS
| Muži                       | Muži                       | Muži                       | Muži                       | Muži                       | Ženy                        | Ženy                        | Ženy                        | Ženy                        | Ženy                        |
| -------------------------- | -------------------------- | -------------------------- | -------------------------- | -------------------------- | --------------------------- | --------------------------- | --------------------------- | --------------------------- | --------------------------- |
| - Umístění českých juniorů | - Umístění českých juniorů | - Umístění českých juniorů | - Umístění českých juniorů | - Umístění českých juniorů | - Umístění českých juniorek | - Umístění českých juniorek | - Umístění českých juniorek | - Umístění českých juniorek | - Umístění českých juniorek |
| Jméno                      | Sprint                     | Middle                     | Long                       | Štafety                    | Jméno                       | Sprint                      | Middle                      | Long                        | Štafety                     |
| Vojtěch Král               | 1. místo                   | 29. místo                  | 21. místo                  | x                          | Šárka Svobodná              | 2. místo                    | 8. místo                    | 18. místo                   | 5. místo                    |
| Štěpán Kodeda              | 10. místo                  | 17. místo                  | 5. místo                   | 1. místo                   | Simona Karochová            | 54. místo                   | 6. místo                    | 7. místo                    | 5. místo                    |
| Adam Chromý                | 28. místo                  | 5. místo                   | 9. místo                   | 1. místo                   | Eva Kabáthová               | 7. místo                    | 27. místo                   | 28. místo                   | 5. místo                    |
| Matěj Klusáček             | 30. místo                  | 19. místo                  | 61. místo                  | x                          | Monika Doležalová           | 17. místo                   | 45. místo                   | 24. místo                   | x                           |
| Jan Beneš                  | 38. místo                  | 32. místo                  | 8. místo                   | 1. místo                   |                             |                             |                             |                             |                             |
| Eduard Šmehlík             | x                          | MB14. místo                | 53. místo                  | x                          |                             |                             |                             |                             |                             |

### Fotogalerie českých závodníků

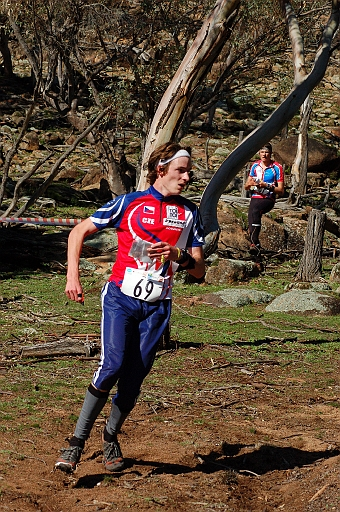
Vojtěch Král
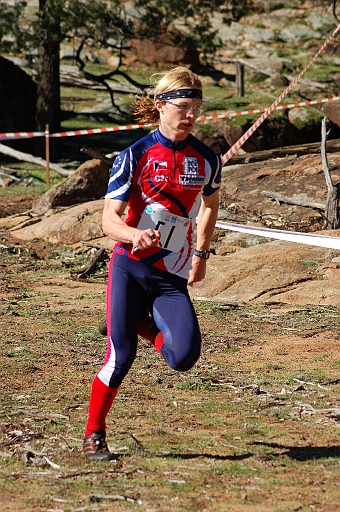
Štěpán Kodeda
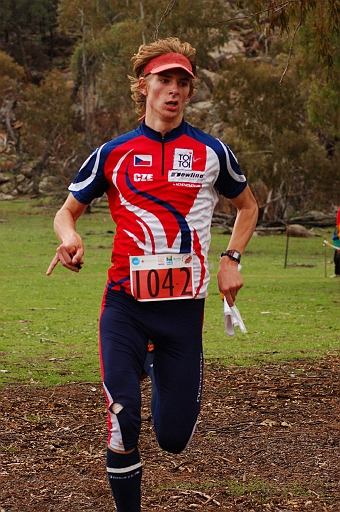
Jan Beneš
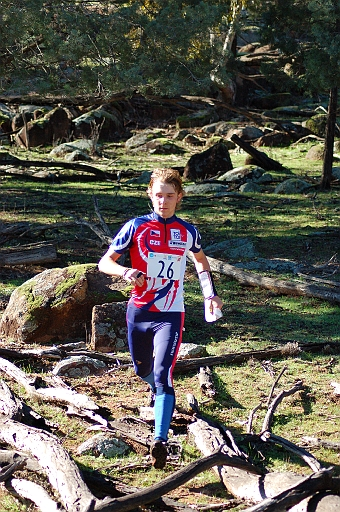
Eduard Šmehlík
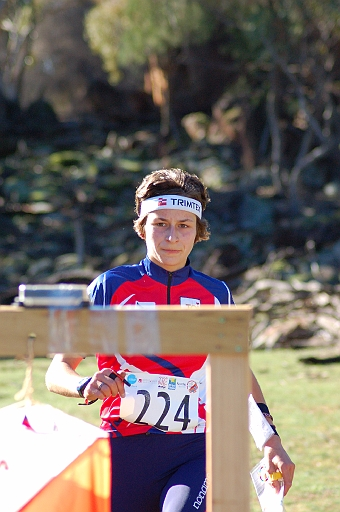
Monika Doležalová
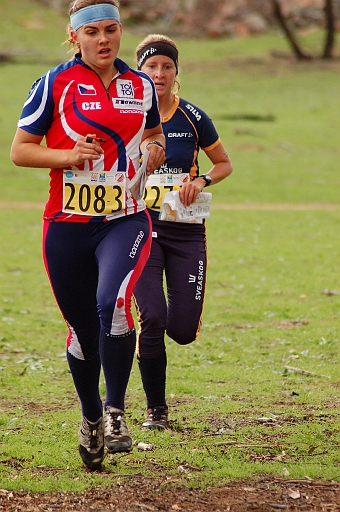
Simona Karochová
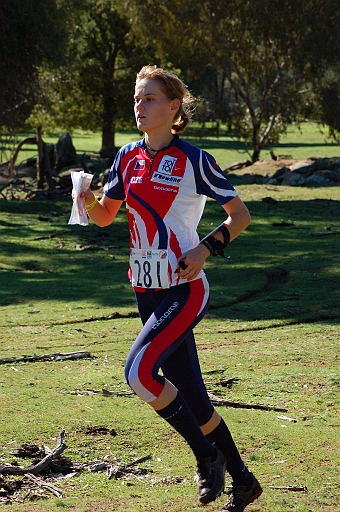
Šárka Svobodná
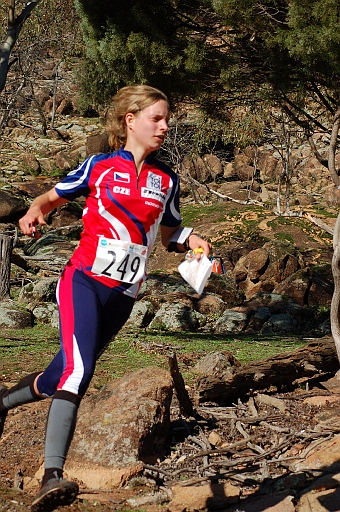
Eva Kabáthová

## Medailová klasifikace podle zemí
| Medailová klasifikace podle zemí | Medailová klasifikace podle zemí | Medailová klasifikace podle zemí | Medailová klasifikace podle zemí | Medailová klasifikace podle zemí | Medailová klasifikace podle zemí |
| Umístění                         | Země                             | Zlato                            | Stříbro                          | Bronz                            | Součet                           |
| -------------------------------- | -------------------------------- | -------------------------------- | -------------------------------- | -------------------------------- | -------------------------------- |
| 1.                               | Norsko                           | 4                                | 5                                | -                                | 9                                |
| 2.                               | Švédsko                          | 2                                | 2                                | -                                | 6                                |
| 3.                               | Česko                            | 2                                | 1                                | -                                | 3                                |
| 4.                               | Dánsko                           | -                                | -                                | 2                                | 2                                |
| 4.                               | Švýcarsko                        | -                                | -                                | 2                                | 2                                |
| 4.                               | Finsko                           | -                                | -                                | 2                                | 2                                |
| 7.                               | Bulharsko                        | -                                | -                                | 1                                | 1                                |
| 7.                               | Lotyšsko                         | -                                | -                                | 1                                | 1                                |
| 7.                               | Rusko                            | -                                | -                                | 1                                | 1                                |